# János Aknai
János Aknai, noto anche come János Acht (Budapest, 10 novembre 1908 – 7 marzo 1992), è stato un calciatore ungherese, di ruolo portiere.

## Caratteristiche tecniche
Ottimo sulle palle alte, risultava invece carente nelle uscite.

## Carriera
Iniziò la carriera nel Bastya di Seghedino, per poi aggregarsi al Ferencváros fra il maggio ed il giugno del 1928. In seguito passò all'Újpest, dove in cinque stagioni vinse 3 campionati (1929-1930, 1930-1931, 1932-33), 1 Coppa dell'Europa Centrale (poi Coppa Mitropa) (1929) e Coupe des Nations 1930. Si trasferì quindi in Francia, dove rimase per il resto della carriera (fatta eccezione per una breve parentesi in Spagna con la maglia del Valencia). Nel 1941, ormai a fine carriera, vinse con il Marsiglia il campionato francese della zona libera.

## Statistiche

### Cronologia presenze e reti in Nazionale
| Cronologia completa delle presenze e delle reti in nazionale ― Ungheria | Cronologia completa delle presenze e delle reti in nazionale ― Ungheria | Cronologia completa delle presenze e delle reti in nazionale ― Ungheria | Cronologia completa delle presenze e delle reti in nazionale ― Ungheria | Cronologia completa delle presenze e delle reti in nazionale ― Ungheria | Cronologia completa delle presenze e delle reti in nazionale ― Ungheria | Cronologia completa delle presenze e delle reti in nazionale ― Ungheria | Cronologia completa delle presenze e delle reti in nazionale ― Ungheria |
| Data                                                                    | Città                                                                   | In casa                                                                 | Risultato                                                               | Ospiti                                                                  | Competizione                                                            | Reti                                                                    | Note                                                                    |
| ----------------------------------------------------------------------- | ----------------------------------------------------------------------- | ----------------------------------------------------------------------- | ----------------------------------------------------------------------- | ----------------------------------------------------------------------- | ----------------------------------------------------------------------- | ----------------------------------------------------------------------- | ----------------------------------------------------------------------- |
| 8-9-1929                                                                | Praga                                                                   | Cecoslovacchia                                                          | 1 – 1                                                                   | Ungheria                                                                | Coppa Internazionale 1927-1930                                          | -1                                                                      |                                                                         |
| 6-10-1929                                                               | Budapest                                                                | Ungheria                                                                | 2 – 1                                                                   | Austria                                                                 | Amichevole                                                              | -1                                                                      |                                                                         |
| 13-4-1930                                                               | Basilea                                                                 | Svizzera                                                                | 2 – 2                                                                   | Ungheria                                                                | Amichevole                                                              | -2                                                                      |                                                                         |
| 1-5-1930                                                                | Praga                                                                   | Cecoslovacchia                                                          | 1 – 1                                                                   | Ungheria                                                                | Amichevole                                                              | -1                                                                      |                                                                         |
| 11-5-1930                                                               | Budapest                                                                | Ungheria                                                                | 0 – 5                                                                   | Italia                                                                  | Coppa Internazionale 1927-1930                                          | -5                                                                      |                                                                         |
| 8-6-1930                                                                | Budapest                                                                | Ungheria                                                                | 6 – 2                                                                   | Paesi Bassi                                                             | Amichevole                                                              | -2                                                                      |                                                                         |
| 28-9-1930                                                               | Dresda                                                                  | Germania                                                                | 5 – 3                                                                   | Ungheria                                                                | Amichevole                                                              | -1                                                                      | 85’                                                                     |
| 20-9-1931                                                               | Budapest                                                                | Ungheria                                                                | 3 – 0                                                                   | Cecoslovacchia                                                          | Amichevole                                                              | -                                                                       |                                                                         |
| 4-10-1931                                                               | Budapest                                                                | Ungheria                                                                | 2 – 2                                                                   | Austria                                                                 | Coppa Internazionale 1931-1932                                          | -2                                                                      |                                                                         |
| 2-10-1932                                                               | Budapest                                                                | Ungheria                                                                | 2 – 3                                                                   | Austria                                                                 | Amichevole                                                              | -3                                                                      |                                                                         |
| Totale                                                                  |                                                                         | Presenze                                                                | 10                                                                      |                                                                         | Reti                                                                    | −18                                                                     |                                                                         |

## Palmarès

### Club

#### Competizioni nazionali
- Campionato ungherese: 4

Ferencvaros: 1927-1928
Ujpest: 1929-1930, 1930-1931, 1932-1933
- Coppa d'Ungheria: 1

Ferencvaros: 1927-1928
- Ligue 2: 1

Red Star: 1938-1939

#### Competizioni internazionali
- Coppa dell'Europa Centrale: 2

Ferencvárosi FC: 1928
Újpesti FC: 1929
- Coupe des Nations: 1

Ujpest: 1930